# Joanne Snell
Joanne Mary Snell (* 10. September 1977 in Waipukurau) ist eine australische Badmintonspielerin von der Norfolkinsel. 

## Karriere
Joanne Snell repräsentierte ihren Verband bei den Commonwealth Games 2014, wobei sie in allen vier möglichen Disziplinen am Start war. Mit dem Team wurde sie in der Vorrunde Gruppenletzter. Im Doppel belegte sie Rang 17, im Mixed und im Einzel Rang 33.